# 1410-ті до н. е.

## Правителі
- Фараон Єгипту Аменхотеп II. Після війн з Мітанні на початку десятиліття настав тривалий мир.
- Царем Мітанні був Шауштатар.
- Царем хеттів був, імовірно, Арнуванда I
- Правителем Ашшуру був Ашшур-бел-нішешу.
- Царем Вавилону був Караїндаш I.